# Midget Peak
Midget Peak är en bergstopp i Kenya.   Den ligger i länet Nyeri, i den centrala delen av landet, 140 km norr om huvudstaden Nairobi. Toppen på Midget Peak är 4 605 meter över havet.
Terrängen runt Midget Peak är bergig åt sydväst, men åt nordost är den kuperad.  Trakten runt Midget Peak är nära nog obefolkad, med mindre än två invånare per kvadratkilometer. Det finns inga samhällen i närheten. Trakten runt Midget Peak består i huvudsak av gräsmarker.